# Camille Flammarion
Nicolas Camille Flammarion (n. 26 februarie 1842, Montigny-le-Roi, Haute-Marne – d. 3 iunie 1925, Juvisy-sur-Orge, Essonne) a fost un astronom și scriitor francez.

## Opere

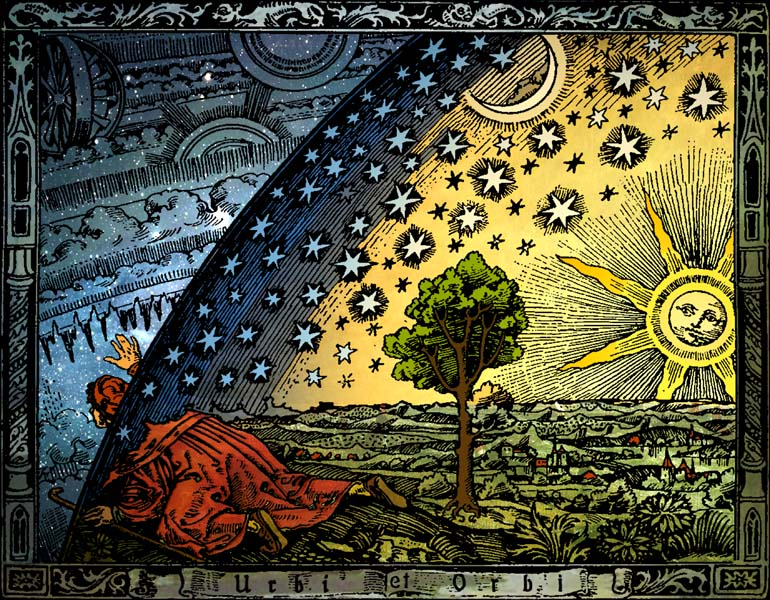
Universum de Camille Flammarion.
Gravure sur bois, Paris, 1888

Camille Flammarion este autorul a cincizeci de cărți, inclusiv:
- Les Habitants de l’autre monde ; révélations d’outre-tombe publiées par Camille Flammarion, communications dictées par coups frappés et par l'écriture médiumnique au salon Mont-Thabor, médium mademoiselle Huet, chez Ledoyen, libraire éditeur, Paris. 1862 en littérature
- La Pluralité des mondes habités, 1862
- Les Mondes imaginaires et les mondes réels, 1864
- Des Forces naturelles inconnues ; à propos des phénomènes produits par les frères Davenport et par les médiums en général, Étude critique par Hermès (pseudonyme de l’auteur), Didier et Cie, Paris, 1865
- Les Mondes célestes, 1865
- Les Merveilles célestes - Lectures du soir à l'usage de la jeunesse, 1865
- Études et lectures sur l’astronomie, 9 volume, 1866 - 1880
- Dieu dans la nature, 1866
- Contemplations scientifiques, 1870
- Voyages aériens, 1870
- L’Atmosphère, 1871
- Récits de l’infini, 1872
- Histoire du ciel, 1872
- Récits de l’infini, Lumen, histoire d’une comète, 1872
- Dans l’infini, 1872
- Vie de Copernic, 1873
- Les Terres du ciel, 1877
- Atlas céleste, 1877
- Cartes de la Lune et de la planète Mars, 1878
- Catalogue des étoiles doubles en mouvement, 1878
- Astronomie sidérale, catalogue des étoiles doubles et multiples, 1879
- Astronomie populaire, 1880
- Les Merveilles célestes, 1881
- Les Étoiles et les curiosités du ciel, 1881

## Distincții
- Camille Flammarion a fost numit Comandor al Legiunii de Onoare la 12 august 1922.
- La data de 18 ianuarie 1881 a fost numit Cavaler al Legiunii de Onoare, iar la 2 aprilie 1912, Ofițer al Legiunii de Onoare.